# 愛してるって言えなくたって
「愛してるって言えなくたって」（あいしてるっていえなくたって）は、2011年3月9日に発売された山下達郎通算47作目のシングル。

## 解説
前作「街物語（まちものがたり）」以来9か月ぶりの新曲となるシングル。タイトル曲の「愛してるって言えなくたって」は、「街物語（まちものがたり）」に引き続きTBS系ドラマ 日曜劇場「冬のサクラ」のために書き下ろされたバラード。後にアルバム『Ray Of Hope』にリミックス・ヴァージョンで収録された。山下は「今回は非常にタイトなスケジュールでしてね。TVサイズの完パケ提出が昨年末だったのですが、年末には（竹内）まりやのライブがあったので、その合間に書くことになりました。そんな事情で、それ以前の<僕らの夏の夢>や<希望という名の光>の時に比べて、ドラマ制作サイドとのやりとりが少なかったです。“バラードでお願いします”というオーダーがあったぐらいでね。でも、好きに書かせていただいて感謝しています」とし、「オリジナル脚本のドラマなので、曲を書くタイミングでは、まだ2話分の脚本しか上がっていなくて。<街物語>の時は、原作があるドラマの主題歌だったから、原作小説を読めばストーリーがつかめたんだけど、今回は、途中経過や結末がわからないままの曲作りだったから、そういう苦労はありました。でも、それがオリジナル・ドラマの醍醐味でもあるんですけどね」と話している。後に、オールタイム・ベスト『OPUS 〜ALL TIME BEST 1975-2012〜』にも収録されたが、ライナーノーツで山下は「東北の冬の歌を書いたら、発売日の2日後に震災が起きた。でも曲に罪はないので、このベスト・アルバムに入れさせていただく」と書いている。
「高気圧ガール」はアルバム『MELODIES』からの先行シングルとしてリリース。2011年にアサヒビールの缶入りチューハイ「Slat（すらっと）」のCMソング採用を受けカップリングとして収録された。本来ならオリジナル・ヴァージョンを収録すべきところ「なんかそれもつまらない」ということで、23年振りにライヴで歌ったという“PERFORMANCE 2008-2009”からのライブ・ヴァージョンで収録されている。

## プロモーション、マーケティング
初回生産分のみ、オリジナル応募特典プレゼントハガキを封入。

## 収録曲
| - - ℗2011 TENDERBERRY & HARVEST INC. UNDER EXCLUSIVE LICENSE TO WARNER MUSIC JAPAN INC., A WARNER MUSIC GROUP COMPANY. - ©2011 WARNER MUSIC JAPAN INC. ALL RIGHTS RESERVED. UNAUTHORIZED DUPLICATION IS A VIOLATION OF APPLICABLE LAWS. MADE IN JAPAN. 全作詞・作曲・編曲: 山下達郎。 |                                                                                             |          |            |      |
| # | タイトル                                                                                    | 作詞     | 作曲・編曲 | 時間 |
| 1. | 「愛してるって言えなくたって」(TBS系ドラマ 日曜劇場「冬のサクラ」主題歌)                    | 山下達郎 | 山下達郎   | 4:21 |
| 2. | 「高気圧ガール ('09 Live Version)」(アサヒSlat（すらっと） CMソングの'09ライブ・バージョン) | 山下達郎 | 山下達郎   | 6:34 |
| 3. | 「愛してるって言えなくたって (Original Karaoke)」                                           | 山下達郎 | 山下達郎   | 4:18 |
| 合計時間: | 合計時間:                                                                                   | 15:13    |            |      |

## クレジット

### 愛してるって言えなくたって
| Words & Music by 山下達郎                                                   |
|                                                                             |
| - © 2011 by NICHION,INC. & - SMILE PUBLISHERS INC. & - JOHNNY COMPANY, INC. |
|                                                                             |
| Strings Arranged by 服部克久                                                |
|                                                                             |

| 山下達郎 | : | - Lead Vocal, - Computer Programming, - Drum Programming, - Electric Guitar, Acoustic Guitar, - Keyboards, Percussion & - Background Vocals |

| 後藤勇一郎 Strings : Strings |

| 橋本茂昭 | : | - Computer Programming & - Synthesizer Operation |

### 高気圧ガール ('09 Live Version)
| Words & Music by 山下達郎                                                 |
|                                                                           |
| © 1983 by SMILE PUBLISHERS INC.                                           |
|                                                                           |
| 山下達郎 : Lead Vocal & Electric Guitar                                   |
| 小笠原拓海 : Drums                                                        |
| 伊藤広規 : Electric Bass                                                  |
| 佐橋佳幸 : Electric Guitar                                                |
| 難波弘之 : Electric Piano                                                 |
| 柴田俊文 : Keyboards                                                      |
| 土岐英史 : Alto Saxophone                                                 |
| 国分友里恵 : Background Vocal                                             |
| 佐々木久美 : Background Vocal                                             |
| 三谷泰弘 : Background Vocal                                               |
|                                                                           |
| - Recorded Live at 北海道厚生年金会館（ニトリ文化ホール） - 2009年4月25日 |
|                                                                           |
| Back Cover Photo by 菊地英二                                              |

## リリース日一覧
| 地域 | タイトル                                                     | リリース日   | レーベル                  | 規格                 | 品番       | 備考                                           |
| ---- | ------------------------------------------------------------ | ------------ | ------------------------- | -------------------- | ---------- | ---------------------------------------------- |
| 日本 | 愛してるって言えなくたって / 高気圧ガール ('09 Live Version) | 2011年3月9日 | MOON ⁄ WARNER MUSIC JAPAN | 12cmCDシングル       | WPCL-10930 | 初回生産分のみ、オリジナル特典応募ハガキ封入。 |
| 日本 | 愛してるって言えなくたって / 高気圧ガール ('09 Live Version) | 2011年3月9日 | MOON ⁄ WARNER MUSIC JAPAN | デジタルダウンロード | –          | 通常音質、1曲のみ配信。                        |

## 収録アルバム

### 愛してるって言えなくたって
| # | タイトル                         | リリース日    | レーベル                  | 規格                 | 品番                                                  | 備考                                             |
| - | -------------------------------- | ------------- | ------------------------- | -------------------- | ----------------------------------------------------- | ------------------------------------------------ |
| 1 | Ray Of Hope                      | 2011年8月10日 | MOON ⁄ WARNER MUSIC JAPAN | - 2CD - CD           | - WPCL-10964/5【初回限定盤】 - WPCL-10966【通常盤】   | “NEW REMIX”を収録                                |
| 1 | Ray Of Hope                      | 2011年8月27日 | MOON ⁄ WARNER MUSIC JAPAN | デジタルダウンロード | –                                                     | - “NEW REMIX”を収録 - 通常音質 (AAC 128/320kbps) |
| 1 | Ray Of Hope                      | 2011年11月2日 | MOON ⁄ WARNER MUSIC JAPAN | 2LP                  | WPJL-10005/6【完全限定生産盤】                        | “NEW REMIX”を収録                                |
| 2 | OPUS 〜ALL TIME BEST 1975-2012〜 | 2012年9月26日 | MOON ⁄ WARNER MUSIC JAPAN | - 4CD - 3CD          | - WPCL-11201/4【初回限定盤】 - WPCL-11205/7【通常盤】 | オールタイム・ベスト                             |